# Lund (đô thị)
Đô thị Lund (tiếng Thụy Điển: Lunds kommun) là một đô thị ở hạt Skåne của Thụy Điển. Dân số thời điểm 31 tháng 12 năm 2017 là 121,274 người.

## Các đơn vị dân cư
Khu đô thị bao gồm thủ phủ là thành phố Lund, các thị trấn lân cận là Dalby, Södra Sandby, Veberöd, Genarp các vùng dân cư nhỏ khác xung quanh.
| Nr | Thành thị       | Dân số (2017) |
| -- | --------------- | ------------- |
| 1  | Lund            | 91 086        |
| 2  | Södra Sandby    | 6 322         |
| 3  | Dalby           | 6 464         |
| 4  | Veberöd         | 4 937         |
| 5  | Genarp          | 2 928         |
| 6  | Stångby         | 2 008         |
| 7  | Torna Hällestad | 694           |
| 8  | Revingeby       | 537           |
| 9  | Vallkärra       | 411           |